# Griffin (El hombre invisible)
Griffin, también conocido como El hombre invisible, es un personaje ficticio, a la vez protagonista y antagonista de la novela de ciencia ficción de H. G. Wells El hombre invisible, publicada en 1897. Griffin es un joven científico que desea crear al humanoide definitivo mediante la creación de una raza de seres invisibles.

## Información del personaje
Griffin es un científico brillante que descubre una fórmula que hace que un ser humano se vuelva invisible. La fórmula implica tomar opio y otro medicamento, que hacen que su sangre se aclare, para después someterse a un motor de radiación. Tiene éxito, pero se encuentra incapaz de invertir el proceso. A diferencia del personaje de la película de 1933, el Griffin de la novela es posiblemente un psicópata, incluso antes de que él mismo se hiciera invisible.

## Biografía ficticia del personaje
Griffin es un talentoso joven con albinismo, que realiza sus Estudios Universitarios de Medicina, y que estudia densidad óptica. Cree estar al borde de un gran descubrimiento científico, pero se siente incómodo trabajando bajo el escrutinio de su profesor. Para asegurarse de obtener todo el crédito por el posible descubrimiento, deja la Universidad y se mueve a un desordenado departamento para continuar sus experimentos por sí solo.
Para financiar sus experimentos, Griffin roba a su propio padre, que se suicida después de que su hijo le robase, debido a que el dinero no era suyo (probablemente como resultado de su no poder pagar una deuda o perder una fianza, si bien es poco lo que se menciona de los antecedentes familiares de Griffin).
Trabajando exclusivamente en su apartamento, él inventa una fórmula para doblar la luz y reducir el índice de refracción de objetos físicos, haciéndolos invisibles. Se propone desde el principio para realizar el proceso en sí mismo, pero se ve obligado a realizar sus experimentos deprisa debido a persistentes intrusiones del casero, quien sospechaba de sus actividades. Realiza el experimento en sí mismo para ocultarse del casero y provoca un incendio en el edificio para cubrir sus huellas. 
Él termina solo, invisible vagando por las calles de Londres, luchando por sobrevivir a la intemperie, invisible para quienes lo rodean. Para hacerse visible de nuevo, roba algo de ropa de una lóbrega tienda de un teatro, incluyendo una gabardina y sombrero.
Envuelve su cabeza en vendas para ocultar su invisibilidad, cubre los ojos con grandes gafas oscuras. Toma su residencia en el establo de una posada en la aldea de Iping,
con la intención de invertir su experimento en un entorno tranquilo, pero surgen complicaciones cuando los lugareños desconfían de él por su apariencia. Como resultado, su progreso se ve frenado y no tiene dinero suficiente para pagarles a los propietarios de pub. Para pagar la factura, Griffin entra en la casa del Reverendo Bunting y la policía va tras él, por lo que se ve obligado a revelar su invisibilidad al deshacerse de sus ropas y escapar.
Ahora vuelto loco por su incapacidad para revertir el experimento, Griffin busca ayuda de un indigente, de nombre Thomas Marvel. Hace que Marvel lleve su dinero por él, pero Marvel huye con el dinero. Griffin lo persigue por la ciudad hasta Puerto Burdock y allí se encuentra con su antiguo compañero de escuela, el Dr. Arthur Kemp. Griffin intenta convencerlo de volverse su compañero visible y ayudarle a comenzar un reinado del terror. Kemp, en lugar de ayudar al enloquecido Hombre Invisible, alerta Coronel Adye de la policía de Puerto Burdock.
Furioso y todavía planificando la dominación del mundo, Griffin trata de matar a Kemp, como la primera ejecución en su reinado del terror. Falla en última instancia cuando Kemp lleva a los habitantes del Pueblo hacia Puerto Burdock, para buscar y someter al Hombre Invisible. Griffin es acorralado y asesinado por los trabajadores. La droga de la invisibilidad se desvanece a su muerte y el cuerpo de Griffin se hace visible otra vez.

## Versión de 1933 de la Universal Studios
En la película de 1933  El Hombre Invisible, El nombre que se la da a Griffin es Jack (En la novela nunca se revela su nombre). Fue interpretado por Claude Rains.
Jack Griffin trabaja para el Dr. Cranley, ayudándolo en experimentos de conservación de los alimentos junto con su amigo el Dr. Arthur Kemp. Griffin está profundamente enamorado de la hija de Cranley, Flora, y ambos planean casarse. Griffin tiene miedo de no tener nada que ofrecerle, por lo que comienza a experimentar con una oscura y peligrosa droga llamada Monocaina (Monocane, en el original), con la esperanza de que su trabajo lo hará rico y famoso, sin mencionar que será un mejor marido para Flora.
Griffin descubre una combinación de monocaina y otras sustancias químicas que lo hacen una persona invisible. Demasiado excitado por su descubrimiento para pensar con claridad, Griffin deja a los Doctores Kemp y Cranley para completar el experimento por sí mismo. Se inyecta con la fórmula en el transcurso de un mes y se vuelve invisible. Solo después de que logra volverse invisible se da cuenta de que él no sabe cómo volverse a sí mismo visible.
Aterrado, Griffin va a la aldea de Iping y alquila una habitación en la Posada de Cabeza de León, donde inicia la búsqueda de una fórmula para revertir la invisibilidad. Él mismo aparenta ser visible al enredar su cabeza en vendas y llevar gafas oscuras.
Los lugareños curiosos, los enloquecedores efectos secundarios de la monocaina y la frustración de múltiples pruebas fallidas llevan a Griffin a la demencia. Después de agredir a la Sra.Jenny Hall y herir de gravedad a su marido, Herbert, Griffin arroja su ropa para ser invisible y escapa de la policía. Desesperado, busca la ayuda de Kemp, pero la monocaina lo ha enloquecido al grado de que sucumbe a la megalomanía y planea la Dominación del Mundo con la ayuda de 'ejércitos invisibles'. Él consigue que Kemp sea su compañero visible y asistente.
El no poder recibir una visita de Flora y no recibir la ayuda de su padre, el Doctor Cranley solo aumentan la locura de Griffin. Él jura matar a Kemp después de su viejo amigo avisa al Inspector Lane de su paradero, y a pesar de la protección intensiva de la policía que rodea a Kemp, Griffin finalmente cumple sus amenazas. Después de matar a Kemp, busca refugio del frío en un granero. El agricultor llama a la policía, quienes incendian el granero. Mientras Griffin huye el granero en llamas, el jefe de Policía, que puede ver sus huellas en la nieve, le dispara, haciendo que el tiro pase a través de sus pulmónes.
Griffin muere a consecuencia de las heridas de bala en el hospital, disculpándose por sus crímenes diciendo, "Hay cosas que el hombre debe dejar en paz." La invisibilidad desaparece con su muerte y el cuerpo de Griffin se hace visible otra vez.
La película retrata Griffin de forma más simpática que en la novela. El Griffin de la novela es insensible y cruel desde el principio y solo persigue el experimento para la riqueza y su ego. La película muestra Griffin como un hombre de honor que toma el camino equivocado. Su locura es puramente un efecto secundario de la droga de la invisibilidad, y su motivación para el experimento fue un desacertado deseo de hacer el bien a la ciencia y la humanidad, nacido principalmente de su amor por su novia.

## Otras apariciones del personaje
1. Griffin hace un breve cameo en la novela de Kim Newman  Anno Dracula (1992). Se encuentra presente durante la reunión del sótano entre Beauregard y el Doctor Fu Manchú, es descrito como un científico "albino que parece desvanecerse en el fondo".
2. En la saga de películas animadas Hotel Transylvania, Griffin es un personaje secundario y recurrente interpretado por David Spade. Se caracteriza por solo llevar anteojos; en la próxima película Hotel Transylvania 4, se hace visible y se revela que todo el tiempo estaba desnudo, no como sus adaptaciones anteriores, los cuales se hacían invisibles junto a sus ropas.

## The League of Extraordinary Gentlemen
En la serie de cómics de Alan Moore, The League of Extraordinary Gentlemen, Hawley Griffin es presentado como un miembro del equipo de la era victoriana de agentes del cual la serie toma el nombre. Se menciona que el nombre de Griffin es "Hawley" en el título (como una referencia a Hawley Crippen), y se explica que el Hombre Invisible muerto al final del libro era en realidad un hombre medio albino que Griffin hizo invisible como conejillo de Indias, lo que le permitió escapar a la escuela de Rosa Coote.
Es presentado como un psicópata y asesino, como en la novela. Finalmente es violado y asesinado por Mister Hyde, que realmente había sido capaz de verlo todo el tiempo, después de agredir a Mina Murray, rompiendo su nariz y golpeándola hasta dejarla inconsciente y traicionando a sus compañeros de equipo a los Marcianos. Griffin roba los planes militares para los marcianos, con la idea de gobernar el mundo con ellos y les dice que para desactivar el submarino de Nemo deben hacer algo con el agua, por eso se utilizan la maleza roja. Moore comentó que le parecía apropiado que Griffin se uniera a los marcianos, dado que ambos provenían de la novela de H. G. Wells.
En la versión cinematográfica, es llamado Rodney Skinner debido a problemas de derechos de autor y es interpretado por Tony Curran. El cambio de nombre se explica por el hecho de que Skinner era un ladrón que robó la fórmula de la invisibilidad del Hombre Invisible original (presumiblemente Griffin). El hecho de que su piel es invisible también está relacionada con su nombre "Skinner". Se le toman muestras de su piel por Dorian Grey para Moriarty, pero sus planes fallan cuando las muestras caen a través de un agujero en el hielo cuando le disparan a Moriarty y se pierden.
El último libro de Kevin J. Anderson La Guerra Marciana vuelve a utilizar el nombre Hawley Griffin para el Hombre Invisible.
En la serie El Hombre Invisible de SCI FI, el personaje interpretado por Joel Bissonnette fue un científico que trabajó en el desarrollo de la glándula de la invisibilidad. Mientras intenta revertir loe efectos de la glándula, utiliza el seudónimo Hawley Griffin (una referencia a la Liga de Caballeros Extraordinarios y el Hombre Invisible original), haciéndose pasar por un agente de la CIA del Sur.

## Los nadie
En la novela gráfica de Jeff Lemire, Los Nadie, el hombre invisible es llamado "John Griffen". John Griffen pasa por un episodio similar, igual que el del hombre invisible "Griffin". Ambos hombres se esconden en una posada de un pequeño pueblo, solo para ser expulsado debido a temor y curiosidad. 